# Óskar Jónasson
Óskar Jónasson (nascut el 30 de juny de 1963) és un director de cinema i guionista islandès. La seva pel·lícula Sódóma Reykjavík fou projectada a la secció Un Certain Regard del 46è Festival Internacional de Cinema de Canes. La seva pel·lícula més recent Reykjavík-Rotterdam va guanyar quatre Premis Edda incloent el de Director de l'Any i Millor guió.

## Filmografia selecta
- The Sugarcubes: Live Zabor (1989)
- SSL-25 (1990, curts)
- Sódóma Reykjavík (1992)
- Limbó (1993, sèrie de televisió)
- Perlur og svín (1997)
- Úr öskunni í eldinn (2000)
- Áramótaskaup (2001)
- Áramótaskaup (2002)
- 20/20 (2002)
- Svínasúpan (2003, sèrie de televisió)
- Stelpurnar (2005, sèrie de televisió)
- Reykjavík-Rotterdam (2008)
- Svartir englar (2008, sèrie de televisió)
- Thor: La llegenda del martell màgic (2011)
- Fiskar á Þurru Landi (2013)
- Fyrir framan annað fólk (2016)